# Шаврош (Алије)
Шаврош (фр. Chavroches) насеље је и општина у централној Француској у региону Оверња, у департману Алије која припада префектури Виши.
По подацима из 2011. године у општини је живело 268 становника, а густина насељености је износила 26,93 становника/km². Општина се простире на површини од 9,95 km². Налази се на средњој надморској висини од 260 метара (максималној 331 m, а минималној 247 m).

## Демографија
| 1962. | 1968. | 1975. | 1982. | 1990. | 1999. | 2011. |
| ----- | ----- | ----- | ----- | ----- | ----- | ----- |
| 398   | 451   | 397   | 330   | 270   | 248   | 268   |

График промене броја становника у току последњих година